# Gauci
Gauci est un patronyme maltais.

## Étymologie
Gauci est un nom dérivé du mot maltais għawdxi qui désigne un « Gozitain », c'est-à-dire une personne originaire de l'île de Gozo, (Għawdex en maltais). 
Le nom est attesté à Malte en 1419 sous la forme Gaudixi.

## Distribution du patronyme dans le monde
Selon le site Forebears, en 2014, il y avait dans le monde 9 349 personnes qui portaient ce nom, dont 3 628 à Malte. En dehors de l'archipel maltais, le nom Gauci se rencontre essentiellement en Australie, au sein de la communauté maltaise (en).

| Pays           | Nombre de personnes portant ce patronyme (2014) |
| -------------- | ----------------------------------------------- |
| Malte          | 3 628                                           |
| Australie      | 2 408                                           |
| France         | 1 090                                           |
| Angleterre     | 575                                             |
| États-Unis     | 508                                             |
| Canada         | 320                                             |
| Pays de Galles | 316                                             |
| Allemagne      | 134                                             |
| Chili          | 72                                              |
| Italie         | 67                                              |

## Personnalités portant ce patronyme
- Gauci (homonymie)